# Nevermind (Dennis Lloyd)
Nevermind è un singolo del cantautore israeliano Dennis Lloyd, pubblicato il 5 dicembre 2016.
Una nuova versione del brano denominata Nevermind (Alternative Mix), è stata pubblicata il 14 luglio 2017. Grazie a quest'ultima versione, il singolo ha ottenuto successo a livello mondiale.

## Promozione
Da marzo 2019 il brano è la colonna sonora degli spot pubblicitari della BMW Serie 3.

## Video musicale
Il video musicale è stato pubblicato il 12 luglio 2017 sul canale YouTube della Warner Music Italy.

## Classifiche

### Classifiche settimanali
| Classifica (2018) | Posizione massima |
| ----------------- | ----------------- |
| Australia         | 10                |
| Austria           | 1                 |
| Belgio (Fiandre)  | 20                |
| Belgio (Vallonia) | 26                |
| Canada            | 32                |
| Danimarca         | 22                |
| Estonia           | 1                 |
| Francia           | 10                |
| Germania          | 3                 |
| Grecia            | 11                |
| Irlanda           | 14                |
| Italia            | 28                |
| Lettonia          | 3                 |
| Lituania          | 14                |
| Norvegia          | 3                 |
| Nuova Zelanda     | 15                |
| Paesi Bassi       | 24                |
| Polonia           | 14                |
| Portogallo        | 29                |
| Regno Unito       | 17                |
| Repubblica Ceca   | 6                 |
| Romania           | 7                 |
| Slovacchia        | 3                 |
| Slovenia          | 3                 |
| Spagna            | 88                |
| Stati Uniti       | 86                |
| Svezia            | 9                 |
| Svizzera          | 2                 |
| Ungheria          | 3                 |

### Classifiche di fine anno
| Classifica (2018) | Posizione |
| ----------------- | --------- |
| Australia         | 44        |
| Austria           | 2         |
| Belgio (Fiandre)  | 50        |
| Belgio (Vallonia) | 86        |
| Canada            | 73        |
| Danimarca         | 60        |
| Estonia           | 4         |
| Francia           | 25        |
| Germania          | 5         |
| Irlanda           | 29        |
| Islanda           | 27        |
| Italia            | 85        |
| Norvegia          | 19        |
| Nuova Zelanda     | 44        |
| Paesi Bassi       | 78        |
| Regno Unito       | 77        |
| Romania           | 46        |
| Slovenia          | 22        |
| Svezia            | 46        |
| Svizzera          | 5         |
| Ungheria          | 3         |